# Narciarstwo dowolne na Zimowych Igrzyskach Olimpijskich Młodzieży 2020
Zawody w narciarstwie dowolnym na Zimowych Igrzyskach Olimpijskich Młodzieży 2020 odbyły się w dniach 18-22 stycznia 2020 roku. Zawodnicy i zawodniczki rywalizowali w czterech konkurencjach indywidualnych, halfpipe, slopestyle, skicross i Big Air. Została rozegrana także konkurencja drużynowa mieszana, w skład której weszli przedstawiciele i przedstawicielki snowcrossu i skicrossu.

## Terminarz
| Data             | Arena zmagań | Konkurencja          | Złoto                                                                 | Srebro                                                                              | Brąz                                                                     |
| ---------------- | ------------ | -------------------- | --------------------------------------------------------------------- | ----------------------------------------------------------------------------------- | ------------------------------------------------------------------------ |
| 18 stycznia 2020 | Park & Pipe  | Slopestyle dziewcząt | Kelly Sildaru                                                         | Gu Ailing                                                                           | Jennie-Lee Burmansson                                                    |
| 19 stycznia 2020 | Winter Park  | Skicross dziewcząt   | Marie Krista                                                          | Diana Cholenská                                                                     | Władisława Baljukina                                                     |
| 19 stycznia 2020 | Winter Park  | Skicross chłopców    | Erik Wahlberg                                                         | Artiem Bażin                                                                        | Andriej Gorbaczew                                                        |
| 20 stycznia 2020 | Park & Pipe  | Halfpipe dziewcząt   | Gu Ailing                                                             | Li Fanghui                                                                          | Hanna Faulhaber                                                          |
| 20 stycznia 2020 | Park & Pipe  | Slopestyle chłopców  | Kiernan Fagan                                                         | Melvin Morén                                                                        | Hunter Henderson                                                         |
| 21 stycznia 2020 | Winter Park  | Snowcross mieszany   | Szwajcaria Anouk Dörig · Marie Krista · Valerio Jud · Robin Tissières | Rosja Anastazja Priwałowa · Marija Jerofiewa · Jewgienij Gienin · Andriej Gorbaczew | Niemcy Lilith Kuhnert · Nina Walderbach · Niels Conradt · Sebastian Veit |
| 21 stycznia 2020 | Park & Pipe  | Halfpipe chłopców    | Andrew Longino                                                        | Hunter Carey                                                                        | Luca Harrington                                                          |
| 22 stycznia 2020 | Park & Pipe  | Big Air dziewcząt    | Gu Ailing                                                             | Kirsty Muir                                                                         | Jennie-Lee Burmansson                                                    |
| 22 stycznia 2020 | Park & Pipe  | Big Air chłopców     | Matěj Švancer                                                         | Kiernan Fagan                                                                       | Orest Kowalenko                                                          |

## Wyniki

### Dziewcząt

#### Halfpipe
| Pozycja | Kolejność startu | Numer | Zawodniczka     | Kraj              | Przejazd 1 | Przejazd 2 | Przejazd 3 | Najlepszy |
| ------- | ---------------- | ----- | --------------- | ----------------- | ---------- | ---------- | ---------- | --------- |
|         | 8                | 4     | Gu Ailing       | Chiny             | 90.66      | 93.00      | 90.00      | 93.00     |
|         | 7                | 5     | Li Fanghui      | Chiny             | 84.00      | 85.66      | 21.66      | 85.66     |
|         | 6                | 6     | Hanna Faulhaber | Stany Zjednoczone | 63.33      | 77.33      | 71.33      | 77.33     |
| 4       | 5                | 2     | Wu Meng         | Chiny             | 75.33      | 9.66       | 10.00      | 75.33     |
| 5       | 2                | 1     | Ruby Andrews    | Nowa Zelandia     | 66.00      | 64.33      | DNS        | 66.00     |
| 6       | 4                | 3     | Riley Jacobs    | Stany Zjednoczone | 60.33      | 51.33      | 41.66      | 60.33     |
| 7       | 3                | 9     | Michelle Rageth | Szwajcaria        | 55.00      | 59.66      | 57.33      | 59.66     |
| 8       | 1                | 10    | Emma Morozumi   | Kanada            | 51.00      | 52.33      | 44.33      | 52.33     |

#### Slopestyle
| Pozycja | Kolejność startu | Numer | Zawodniczka           | Kraj              | Przejazd 1 | Przejazd 2 | Przejazd 3 | Najlepszy |
| ------- | ---------------- | ----- | --------------------- | ----------------- | ---------- | ---------- | ---------- | --------- |
|         | 12               | 3     | Kelly Sildaru         | Estonia           | 91.50      | 93.75      | 71.50      | 93.75     |
|         | 11               | 6     | Gu Ailing             | Chiny             | 87.00      | 26.50      | 93.25      | 93.25     |
|         | 10               | 1     | Jennie-Lee Burmansson | Szwecja           | 88.50      | 90.00      | 75.50      | 90.00     |
| 4       | 9                | 2     | Kirsty Muir           | Wielka Brytania   | 86.25      | 70.00      | 86.00      | 86.25     |
| 5       | 6                | 19    | Jade Michaud          | Francja           | 81.25      | 62.75      | 9.75       | 81.25     |
| 6       | 7                | 7     | Rylee Hackler         | Kanada            | 9.50       | 12.75      | 65.00      | 65.00     |
| 7       | 5                | 14    | Anna Cziwina          | Rosja             | 8.50       | 56.25      | 10.50      | 56.25     |
| 8       | 3                | 21    | Jenna Riccomini       | Stany Zjednoczone | 26.75      | 47.00      | 52.00      | 52.00     |
| 9       | 1                | 18    | Yuna Koga             | Japonia           | 50.25      | DNS        | DNS        | 50.25     |
| 10      | 2                | 11    | Montana Osinski       | Stany Zjednoczone | 21.75      | 42.50      | 40.75      | 42.50     |
| 11      | 4                | 12    | Wilma Johansson       | Szwecja           | 2.50       | 22.25      | DNS        | 22.25     |
| 12      | 8                | 8     | Abi Harrigan          | Australia         | 21.50      | 10.50      | 10.25      | 21.50     |

#### Big Air
| Pozycja | Kolejność startu | Numer | Zawodniczka             | Kraj              | Przejazd 1       | Przejazd 2       | Przejazd 3       | Najlepszy        |
| ------- | ---------------- | ----- | ----------------------- | ----------------- | ---------------- | ---------------- | ---------------- | ---------------- |
|         | 12               | 21    | Gu Ailing               | Chiny             | 24.25            | 89.75            | 81.50            | 171.25           |
|         | 10               | 2     | Kirsty Muir             | Wielka Brytania   | 82.50            | 78.50            | 87.50            | 170.00           |
|         | 11               | 4     | Jennie-Lee Burmansson   | Szwecja           | 54.00            | 75.50            | 76.25            | 151.75           |
| 4       | 7                | 16    | Yang Shuorui            | Chiny             | 59.25            | 17.50            | 78.00            | 137.25           |
| 5       | 9                | 6     | Jenna Riccomini         | Stany Zjednoczone | 67.75            | 9.75             | 60.75            | 128.50           |
| 6       | 8                | 1     | Jade Michaud            | Francja           | 46.25            | 69.50            | 55.50            | 125.00           |
| 7       | 4                | 3     | Wilma Johansson         | Szwecja           | 51.50            | 57.00            | 58.00            | 115.00           |
| 8       | 3                | 17    | Riley Jacobs            | Stany Zjednoczone | 13.50            | 53.75            | 52.25            | 106.00           |
| 9       | 6                | 14    | Anna Cziwina            | Rosja             | 14.50            | 50.00            | 43.75            | 93.75            |
| 10      | 2                | 18    | Mia Rennie              | Australia         | 11.25            | 13.75            | DNS              | 25.00            |
| DNS     | 5                | 7     | Ivana Mermillod Blondin | Francja           | Nie wystartowały | Nie wystartowały | Nie wystartowały | Nie wystartowały |
| DNS     | 1                | 15    | Anouk Andraska          | Szwajcaria        | Nie wystartowały | Nie wystartowały | Nie wystartowały | Nie wystartowały |

#### Skicross
Mały finał
| Pozycja | Nr | Zawodniczka       | Kraj     | Czas przejazdu | Strata |
| ------- | -- | ----------------- | -------- | -------------- | ------ |
| 5       | 2  | Marie-Pier Brunet | Kanada   |                |        |
| 6       | 3  | Léa Hudry         | Francja  |                | +2.57  |
| 7       | 21 | Alice Fortkord    | Szwecja  |                | +2.64  |
| 8       | 19 | Ingrid Leivestad  | Norwegia |                | DNF    |

Duży finał
| Pozycja | Nr | Zawodniczka          | Kraj       | Czas przejazdu | Strata |
| ------- | -- | -------------------- | ---------- | -------------- | ------ |
|         | 1  | Marie Krista         | Szwajcaria |                |        |
|         | 17 | Diana Cholenská      | Czechy     |                | +0.32  |
|         | 10 | Władisława Baljukina | Rosja      |                | +0.81  |
| 4       | 16 | Marija Jerofiewa     | Rosja      |                | DNF    |

### Chłopcy

#### Halfpipe
| Pozycja | Kolejność startu | Numer | Zawodnik        | Kraj              | Przejazd 1 | Przejazd 2 | Przejazd 3 | Najlepszy |
| ------- | ---------------- | ----- | --------------- | ----------------- | ---------- | ---------- | ---------- | --------- |
|         | 8                | 1     | Andrew Longino  | Kanada            | 87.66      | 90.66      | 94.00      | 94.00     |
|         | 9                | 2     | Hunter Carey    | Stany Zjednoczone | 84.00      | 86.00      | 30.66      | 86.00     |
|         | 10               | 9     | Luca Harrington | Nowa Zelandia     | 80.33      | 79.66      | 80.66      | 80.66     |
| 4       | 4                | 15    | Max McDonald    | Nowa Zelandia     | 76.00      | 48.33      | 56.00      | 76.00     |
| 5       | 2                | 4     | Connor Ladd     | Stany Zjednoczone | 33.00      | 73.33      | 53.33      | 73.33     |
| 6       | 6                | 5     | Sun Jingbo      | Chiny             | 69.66      | 54.66      | 66.66      | 69.66     |
| 7       | 7                | 6     | Fiodor Muralew  | Rosja             | 41.33      | 62.00      | 67.33      | 67.33     |
| 8       | 3                | 8     | Steven Kahnert  | Kanada            | 24.00      | 65.66      | 24.66      | 65.66     |
| 9       | 5                | 3     | Li Songsheng    | Chiny             | 64.33      | 39.00      | 35.66      | 64.33     |
| 10      | 1                | 7     | Leonid Frołow   | Rosja             | 55.66      | 30.00      | 51.00      | 55.66     |

#### Slopestyle
| Pozycja | Kolejność startu | Numer | Zawodnik         | Kraj              | Przejazd 1 | Przejazd 2 | Przejazd 3 | Najlepszy |
| ------- | ---------------- | ----- | ---------------- | ----------------- | ---------- | ---------- | ---------- | --------- |
|         | 10               | 5     | Kiernan Fagan    | Stany Zjednoczone | 87.33      | 90.66      | 35.33      | 90.66     |
|         | 11               | 2     | Melvin Morén     | Szwecja           | 78.33      | 46.66      | 89.33      | 89.33     |
|         | 9                | 4     | Hunter Henderson | Stany Zjednoczone | 32.00      | 88.66      | 83.66      | 88.66     |
| 4       | 12               | 22    | Matěj Švancer    | Czechy            | 85.00      | 84.33      | 27.66      | 85.00     |
| 5       | 7                | 14    | Nils Rhyner      | Szwajcaria        | 62.33      | 58.33      | 83.33      | 83.33     |
| 6       | 3                | 10    | Fantin Ciompi    | Szwajcaria        | 30.00      | 80.66      | 78.33      | 80.66     |
| 7       | 8                | 21    | Daniel Bacher    | Austria           | 40.66      | 79.33      | 69.00      | 79.33     |
| 8       | 1                | 23    | Ruka Ito         | Japonia           | 21.66      | 11.66      | 75.66      | 75.66     |
| 9       | 6                | 3     | Orest Kowalenko  | Ukraina           | 16.33      | 27.66      | 70.00      | 70.00     |
| 10      | 5                | 11    | Luca Harrington  | Nowa Zelandia     | 67.33      | 64.33      | 57.66      | 67.33     |
| 11      | 4                | 13    | Tevje Skaug      | Norwegia          | 36.33      | 66.33      | 63.66      | 66.33     |
| 12      | 2                | 19    | David Zehentner  | Niemcy            | 48.33      | 17.66      | 35.00      | 48.33     |

#### Big Air
| Pozycja | Kolejność startu | Numer | Zawodnik         | Kraj              | Przejazd 1 | Przejazd 2 | Przejazd 3 | Najlepszy |
| ------- | ---------------- | ----- | ---------------- | ----------------- | ---------- | ---------- | ---------- | --------- |
|         | 5                | 10    | Matěj Švancer    | Czechy            | 91.50      | 78.00      | 94.50      | 186.00    |
|         | 7                | 2     | Kiernan Fagan    | Stany Zjednoczone | 88.75      | 94.25      | 87.00      | 183.00    |
|         | 8                | 1     | Orest Kowalenko  | Ukraina           | 83.25      | 86.50      | 93.00      | 179.50    |
| 4       | 12               | 4     | Hunter Henderson | Stany Zjednoczone | 89.50      | 43.50      | 85.75      | 175.25    |
| 5       | 11               | 5     | Tormod Frostad   | Norwegia          | 83.75      | 26.50      | 88.50      | 172.25    |
| 6       | 4                | 9     | Daniel Bacher    | Austria           | 79.25      | 77.00      | 14.75      | 156.25    |
| 7       | 1                | 26    | David Zehentner  | Niemcy            | 64.00      | 70.00      | 78.00      | 148.00    |
| 8       | 10               | 3     | Melvin Morén     | Szwecja           | 89.25      | 45.00      | 24.00      | 134.25    |
| 9       | 3                | 7     | Jasper Klein     | Wielka Brytania   | 61.25      | 72.50      | 36.25      | 133.75    |
| 10      | 2                | 13    | Tevje Skaug      | Norwegia          | 76.00      | 40.25      | 41.00      | 117.00    |
| 11      | 6                | 22    | Štěpán Hudeček   | Czechy            | 43.25      | 19.25      | 30.00      | 73.25     |
| 12      | 9                | 20    | Luca Harrington  | Nowa Zelandia     | 23.75      | 25.25      | DNS        | 25.25     |

#### Skicross
Mały finał
| Pozycja | Nr | Zawodnik        | Kraj       | Czas przejazdu | Strata |
| ------- | -- | --------------- | ---------- | -------------- | ------ |
| 5       | 2  | Sebastian Veit  | Niemcy     |                |        |
| 6       | 3  | Fredrik Nilsson | Szwecja    |                | +0.15  |
| 7       | 21 | Robin Tissières | Szwajcaria |                | +0.66  |
| 8       | 19 | Thomas Kolly    | Szwajcaria |                | DNF    |

Duży finał
| Pozycja | Nr | Zawodnik          | Kraj    | Czas przejazdu | Strata |
| ------- | -- | ----------------- | ------- | -------------- | ------ |
|         | 1  | Erik Wahlberg     | Szwecja |                |        |
|         | 17 | Artiem Bażin      | Rosja   |                | +0.21  |
|         | 10 | Andriej Gorbaczew | Rosja   |                | +1.69  |
| 4       | 16 | Marcus Plank      | Austria |                | +2.48  |

#### Snowcross/Skicross Mikst
| Pozycja | Nr | Zawodnicy                                                                          | Kraj            | Czas przejazdu | Strata |
| ------- | -- | ---------------------------------------------------------------------------------- | --------------- | -------------- | ------ |
|         | 3  | Anouk Dörig Marie Krista Valerio Jud Robin Tissières                               | Szwajcaria      |                |        |
|         | 7  | Anastazja Priwałowa Marija Jerofiewa Jewgienij Gienin Andriej Gorbaczew            | Rosja           |                |        |
|         | 12 | Lilith Kuhnert Nina Walderbach Niels Conradt Sebastian Veit                        | Niemcy          |                |        |
| 4       | 8  | Jekaterina Łoktiewa-Zagorskaja Maria Shcherbakovskaya Noa Coutton-Jean Artem Bażin | Drużyna numer 3 |                |        |

## Klasyfikacja medalowa
| Lp. | Kraj              | Złoto | Srebro | Brąz | Razem |
| 1.  | Chiny             | 2     | 2      | 0    | 4     |
| 2.  | Szwajcaria        | 2     | 0      | 0    | 2     |
| 3.  | Stany Zjednoczone | 1     | 2      | 2    | 5     |
| 4.  | Szwecja           | 1     | 1      | 2    | 4     |
| 5.  | Czechy            | 1     | 1      | 0    | 2     |
| 6.  | Estonia           | 1     | 0      | 0    | 1     |
| 6.  | Kanada            | 1     | 0      | 0    | 1     |
| 8.  | Rosja             | 0     | 2      | 2    | 4     |
| 9.  | Wielka Brytania   | 0     | 1      | 0    | 1     |
| 10. | Niemcy            | 0     | 0      | 1    | 1     |
| 10. | Nowa Zelandia     | 0     | 0      | 1    | 1     |
| 10. | Ukraina           | 0     | 0      | 1    | 1     |